# ریچارد استاکتون (عضو کنگره قاره‌ای)
ریچارد استاکتون (Richard Stockton) (۱ اکتبر ۱۷۳۰–۲۸ فوریه ۱۷۸۱)، از بنیان‌گذاران آمریکا، وکیل، حقوقدان و امضاءکنندهٔ اعلامیه استقلال آمریکا بود.

## اوایل زندگی

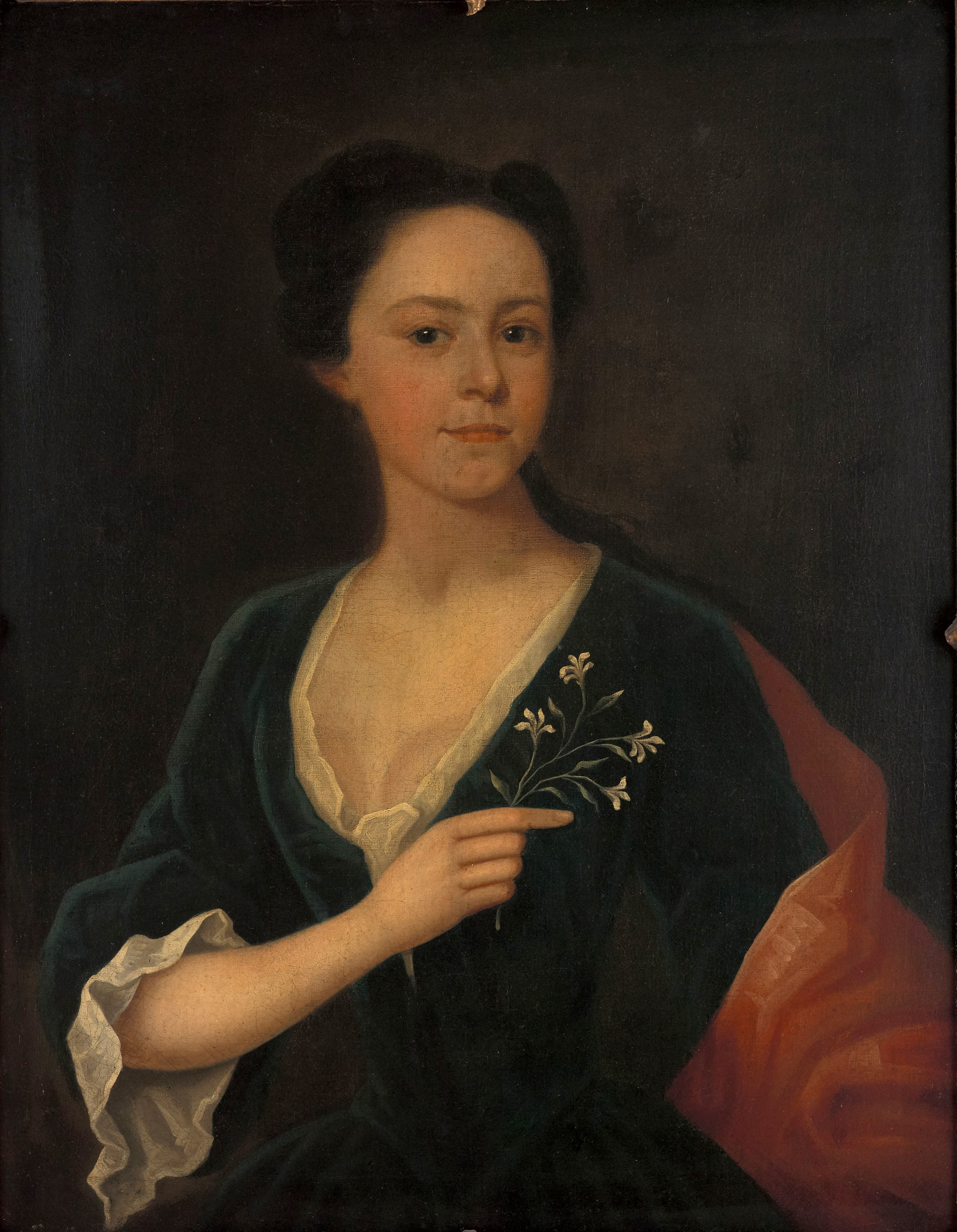
مرتبط

استاکتون فرزند جان استاکتون (۱۷۰۱–۱۷۵۸)، یک زمین‌دار ثروتمند بود که زمینی را هبه کرد و کمک کرد که دانشگاه پرینستون کنونی (که در آن وقت از آن به کالج نیوجرسی یاد می‌شد که واقع در نیوآرک بود) به پرنستون نیوجرسی منتقل شود. استاکتون در خانواده استاکتون که اکنون به نام مورفین یاد می‌شود در ستونی بروک در همسایگی پرنستون به‌دنیا آمد. وی در آکادمی سامویل فاینلی واقع ناتینگهام که بعداً به آکادمی ویست ناتینگهام تغیر یافت و کالج نیوجرسی واقع نیویورک پذیرفته شد و در سال ۱۷۴۸ فارغ گردید. حقوق را نزد دیوید اوگدن اهل نیویورک که در آن زمان رئیس حرفه حقوق در ایالت بود، فراگرفت.
استاکتون در سال ۱۷۵۴ در کانون وکلا پذیرفته شد و در اندک زمانی به مقام بالایی رسید. در سال ۱۷۶۳ دیپلم گروهبان در رشته حقوق را که بلندترین درجه حقوق در آن زمان بود، به‌دست‌آورد. او دوست دیرینه جورج واشینگتن بود. خانم وی انیس بودینوت شاعر و خواهر الیاس بودینوت سیاستمدار نیوجرسی بود. فامیل استاکتون دارای شش فرزند بودند. ریچارد استاکتون، پسر ایشان یک حقوقدان شهیر و رهبر برجستهٔ فدرالیست شد. الیاس بودینوت با هانا استاکتون (۱۸۰۸–۱۷۳۶) خواهر استاکتون ازدواج کرد.
استاکتون در اوایل تمایل چندانی به سیاست نشان نداد. او یک باری نوشت «مردم در کُل نا سپاس اند و تا زمانی که متقاعد شوم که با نا دیده گرفتن امور خویش خدمت پسندیده‌ای برای خدا و بشر انجام می‌دهم، به مردم خدمت نخواهم کرد». با این وجود، استاکتون نقش فعالی را به عنوان متولی کالج نیوجرسی ایفاء کرد.

## حرفه سیاسی
ستاکتون به مدت ۲۶ سال در کالجی که بعداً به‌نام دانشگاه پرنستون معروف شد، به عنوان متولی خدمت کرد. در سال‌های ۱۷۶۶ و ۱۷۶۷ به مقصد بازدید از انگلند، اسکاتلند و ایرلند وکالت خود را ترک کرد. شهرت وی پیشاپیش وی بود و توسط سیاست مداران برجستهٔ پادشاهی مورد استقال قرار گرفت. استاکتون این افتخار را داشت که شخصاً درخواست متولیان کالج نیوجرسی مبنی بر لغو قانون تمبر (قانونی که مالیات مستقیم بالای مستعمرات انگلیس در آمریکا وضع کرد)، را به پادشاه جورج سوم ارائه نماید و درخواست وی مورد پذیرش شاه قرار گرفت. اشخاص بر جستهٔ چون مارکز راکینگهام که با وی یک هفته در کشورش سپری کرد، در مورد وضعیت امور آمریکا با او مشورت نمودند. استاکتون با ادموند بورک، ارل چتام و بسیاری دیگر از عضای برجستهٔ پارلمان که روابط دوستانه با مستعمرات آمریکایی داشتند، ملاقات کرد.
در اسکاتلند تلاش‌های شخصی وی منتج به پذیرش ریاست کالج توسط کشیش جان وایترسپون گردید. همسر وایترسپون مخالف پذیرش این سمت از سوی شوهرش بود، اما مخالفت‌های او توسط داماد آینده‌اش، بنجامین روش که دانشجوی رشته پزشکی در ادینبورو بود برطرف گردید. این یک واقعه فوق‌العاده مهم در تاریخ آموزش عالی در آمریکا بود. استاکتون در یکی از شب‌ها در ادنبورگ مورد حمله یک دزد قرار گرفت و با یک شمشیر کوچک به‌طور ماهرانه‌ای از خود دفاع کرد، طوری که دزد غافلگیر شده، زخمی شد و فرار کرد.
در ماه اوت سال ۱۷۶۷ استاکتون به آمریکا برگشت. استاکتون در سال ۱۷۶۸ زمانی که در چوکی شورای استانی نیوجرسی ارتقا یافت برای اولین بار طعم خدمات دولتی خویش را چشید و در سال ۱۷۷۴ در دادگاه عالی استان نیوجرسی تعیین گردید. در سال ۱۷۶۸ به کانون فیلسوفان آمریکایی انتخاب شد.
وی در نخست در قبال آشوب‌ها میان مستعمرات آمریکایی و بریتانیای کبیر موضع میانه اتخاذ نمود. در سال ۱۷۷۴ «طرح خود مختاری برای آمریکا مستقل از پارلمان با رعایت حق تاج‌گذاری» را پیش‌نویس کرده و به لارد دارتموت فرستاد. این رویکرد مشترک‌المنافع برای شاه قابل پذیرش نبود. زمانی‌که در سال ۱۷۷۵ پارلمان تصمیم به افزایش عواید مستعمرات گرفت، استاکتون به مستعمرات اعلام کرد که «هریک از آنها باید یک یا دو نفر از جمله زیرک‌ترین اعضای خود را به مجلس روان نموده و به آنها اختیار ورود به مجلس عوام را بدهند، آنها تا زمانی که خود را در مجلس حفظ می‌توانند در آنجا باشند، در غیر آن پول‌های ما به هدف فریب و کلاه‌برداری گرفته می‌شود.»

## جنگ انقلابی
استاکتون در سال ۱۷۷۶ به کنگره دوم قاره‌ای انتخاب شد و نقش فعالی را در آن ایفا نمود. در ماه اوت همان سال زمانی‌که برای دولت‌های ایالتی کشور جدید انتخابات برگزار شد، در اولین دور رأی‌گیری استاکتون و ویلیام لیونگستون تعداد مساوی آرای را برای احراز پُست فرمانداری ایالت نیوجرسی به‌دست آرودند. هرچند بعداً لیونگستون با اخذ یک رأی برنده انتخابات شد، استاکتون به اتفاق آراء به عنوان رئیس دادگاه عالی ایالت نیوجرسی انتخاب گردید، اما برای اینکه در کنگره بماند این سمت را رد کرد. استاکتون نخستین فردی از ایالت نیوجرسی بود که اعلامیه استقلال را امضاء کرد.
استاکتون همراه با جورج کلایمر همکار امضاءکننده خود، از طرف کنگره در یک سفر طاقت فرسای دوماهه به منظور کمک به ارتش استقلال طلب آمریکا در جنگ انقلاب آمریکا به فورت تیکوندیروگا درنیویورک فرستاده شده بود. در برگشت به پرنستون، ۳۰ مایل به طرف شرق به خانه یکی از دوستانش به اسم جان کوونهون رفت تا خانواده‌اش را به یک مکان امن منتقل نماید. در همان‌جا به تاریخ ۳۰ نوامبر سال ۱۷۷۶، او و کوونهون در نیمه‌های شب توسط هواداران دولت انگلیس از بسترهای شان بیرون کشیده شده و دستگیر شدند، از اموال و دارایی‌های خویش محروم شده و به طرف شهر پیرت آمبی سوق داده شده و به بریتانیایی‌ها تحویل داده شدند. در روزی که استاکتون دستگیر شد، سرتیپ ویلیام هاو اعلامیه‌ای نوشته بود که در آن امن نامه و عفو کامل و رایگان را برای افرادی که متمایل به اطاعت صلح‌آمیز از شاه بودند، ارائه کرده بود. همان‌طوری که بسیاری‌ها مورد عفو قرار گرفتند، استاکتون هم در نهایت مورد عفو قرار گفت، ولی در نخست به آهن کشیده شد و به عنوان یک بزه کار با وی رفتار صورت گرفت.
وی بعداً به زندان پرووست در نیویورک انتقال داده شد و در آنجا عمداً در گرسنگی نگاه داشته شد و در معرض هوای سرد یخ بسته قرار گرفت. بعد از نزدیک به پنج هفته برخورد وحشیانه، استاکتون به قید آزادی مشروط از زندان رها شد و سلامتی وی خراب شد. در جریان حبس، موروین، ملکت وی در پرنستون توسط سرتیپ چارلس کارن والیز تصرف گردید. ویلیام استرایکر تاریخ‌نگار آمریکایی آن «مورون، خانه عزیزم نوشته بود. خانه ریچارد استاکتون از کتابخانه و اسباب و اثاثیه‌اش عاری ساخته شد». برخورد استاکتون در زندان‌های نیویورک، کنگره قاره‌ای را وادار به تصویب قطعنامه‌ای ساخت که در آن به سرتیپ جورج واشینگتن دستور تحقیق درمورد وضعیت را می‌داد؛ کمی بعد تر از تصویب این قطعنامه، در ۱۳ ژوئن سال ۱۷۷۷ استاکتون به قید آزادی مشروط رها شد. پیام‌های دیگری در بایگانی ملی ایالات متحده آمریکا وجود دارد که نشان می‌دهد که جورج واشینگتن عندالموقع با سرتیپ هاو در رابطه با مبادله یا آزادی استاکتون و دیگران تماس برقرار نموده‌است.